# سیمریا
شهر سیمریا (به رومانیایی: Simeria) در شهرستان هوندرا در کشور رومانی واقع شده‌است. جمعیت این شهر ۱۴٬۵۷۱ نفر  است.